# 俗ラテン語

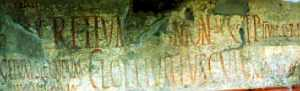
ポンペイに残された選挙の落書き。民衆の話し言葉、俗ラテン語で書かれており貴重な資料である。

俗ラテン語（ぞくラテンご、羅: sermo vulgaris セルモー・ウルガーリス、英: Vulgar Latin）は、ローマ帝国内で話されていた口語ラテン語で、ロマンス語の祖語となる言語。
ローマ帝国の崩壊後、地方ごとに分化し現在のロマンス諸語になった。
古代ローマから現代にかけて使用されてきたラテン語は基本的に文献に残る文語ラテン語（古典ラテン語）のことである。
これに対し口語、つまり民衆の話し言葉があったことが文献に残されており、これを俗ラテン語という。ただし、「俗」を意味するvulgarという言葉には「下品な」、「粗野な」、「卑しい」などの意味があるため、「民衆ラテン語」（Popular Latin）、「ロマンス祖語」（Proto-Romance）などの用語を主張する学者も多い。
なお、sermo vulgarisとは古典ラテン語で「日常の言葉」を意味し、下記の音韻の変化に従えば俗ラテン語ではsermo volgare（）となる。

## 音韻

### 母音の変化
| 古典ラテン語                    | 古典ラテン語 | 俗ラテン語 | 俗ラテン語 |
| 文字                            | 発音         | 文字       | 発音       |
| ------------------------------- | ------------ | ---------- | ---------- |
| A                               | [a]          | A          | [a]        |
| A                               | [aː]         | A          | [a]        |
| E                               | [e]          | E          | [ɛ]        |
| E                               | [eː]         | E          | [e]        |
| I (J)                           | [i]          | E          | [e]        |
| I (J)                           | [iː]         | I          | [i]        |
| I (J)                           | [j]          | I (J)      | [ʤ]        |
| O                               | [o]          | O          | [ɔ]        |
| O                               | [oː]         | O          | [o]        |
| V (U)                           | [u]          | O          | [o]        |
| V (U)                           | [uː]         | V (U)      | [u]        |
| V (U)                           | [w]          | V          | [v]        |
| Y                               | [y]          | I          | [i]        |
| Y                               | [yː]         | I          | [i]        |
| AE                              | [ae]         | E          | [ɛ]        |
| OE                              | [oe]         | E          | [e]        |
| AU                              | [au]         | O          | [o]        |
| （発音記号についてはIPAを参照） |              |            |            |

古典ラテン語には短母音 a, e, i, o, u, y、長母音 ā, ē, ī, ō, ū, ȳ、二重母音 ae, au, oe, ei, ui, eu がある。俗ラテン語では
- 母音の長短の消失
ā > a、ē > e、ī > i、ō > o、ū > u、ȳ > i
- 二重母音の単母音化
ae > e、oe > e、au > o
- 短母音の広音化
i > e、u > o; [e] > [ɛ]、[o] > [ɔ]
- Y の平唇化
y > i、ȳ > i

が生じ、右表のようになった。

### 子音の変化
- h が発音されなくなる。/h/の音の消失
- v が [w] から [v] になる
- [j] が [ʤ] になる
- c が前舌母音の前で [ts] あるいは [ʧ] になる。後にスペイン語（カスティーリャ語）では [θ]、フランス語とポルトガル語では [s] になる。イタリア語とルーマニア語（モルドバ語も含む）では [ʧ] のままである
- g が前舌母音の前で [ʤ] になる。フランス語・スペイン語・ポルトガル語では [j] とともに単純化され [ʒ] になった（スペイン語は後に[x]に変わった ）。イタリア語とルーマニア語（モルドバ語も含む）では [ʤ] のままである
- 語末の -s、-m が脱落する

## 文法

### 格の消失
下は第一変化名詞の rosa（バラ）に上記の音韻の変化を加えた仮想的な表であるが、単数では主格・対格・奪格と、属格・与格が、それぞれ同形になっているのが分かる。名詞全体にこのような変化が起こったため次第に格語尾の区別がつかなくなり消失した。また区別が消失する過程で複数形はラ・スペツィア＝リミニ線を基準に西の地方（イベリア・フランス）では対格、東（イタリア・ルーマニア）では主格で代表されるようになった。
| 格   | 古典    | 俗     |
| 単数 | 単数    | 単数   |
| ---- | ------- | ------ |
| 主格 | rosa    | rosa   |
| 属格 | rosae   | rose   |
| 与格 | rosae   | rose   |
| 対格 | rosam   | rosa   |
| 奪格 | rosā    | rosa   |
| 複数 |         |        |
| 主格 | rosae   | rose   |
| 属格 | rosārum | rosaro |
| 与格 | rosīs   | rosis  |
| 対格 | rosās   | rosas  |
| 奪格 | rosīs   | rosis  |

### 中性の消失
第二変化名詞が音韻の変化を被りもともと単数主格・複数主格・複数対格にしか違いのない -us 型と -um 型が混同され、 -um 型の大部分を占める中性名詞は男性名詞として扱われるようになった。また複数形で使われることの多い名詞は主格の -a が女性形と同じなので女性形として扱われるようになった。
| 格   | 古典 -us | 古典 -um | 俗   |
| 単数 | 単数     | 単数     | 単数 |
| ---- | -------- | -------- | ---- |
| 主格 | -us      | -um      | -o   |
| 属格 | -ī       | -ī       | -i   |
| 与格 | -ō       | -ō       | -o   |
| 対格 | -um      | -um      | -o   |
| 奪格 | -ō       | -ō       | -o   |
| 複数 |          |          |      |
| 主格 | -ī       | -a       | -i   |
| 属格 | -ōrum    | -ōrum    | -oro |
| 与格 | -īs      | -īs      | -is  |
| 対格 | -ōs      | -a       | -os  |
| 奪格 | -īs      | -īs      | -is  |

### 複合前置詞
俗ラテン語では前置詞を二つ三つ合わせた複合前置詞が現れた。ロマンス語に受け継がれているものには下のようなものがある。
（F E P はそれぞれフランス語、スペイン語、ポルトガル語の意味とする。）
- dondeE < de + unde
- dansF < de + intus
- dentroEP < de + intro
- dèsF < de + ex
- desdeEP < de + ex + de
- depuisF / despuésE / depoisP < de + ex + post
- dehorsF / de fueraE / de foraP < de + foris

### 副詞
古典ラテン語では副詞を作るのに cārus（大事な） → cārē や acer（鋭い）→ acriter のように -ē あるいは -iter をつけるが、俗ラテン語ではこの方法は失われ形容詞の女性形に mente をつけるようになった。この mente は、元は mens（心、女性名詞）の単数奪格で、形容詞+mente で「～な気持ちで」の意味であったのが心の意味が無くなったものである（例：vēlōx「速い」→ voloce mente「心が速く→急いで」）。この用法は紀元前1世紀のカトゥルスの文章に散見される。